# Ellison Onizuka
Ellison Shoji Onizuka (Kealakekua, 24 juni 1946 – Cape Canaveral, 28 januari 1986) was een Amerikaans ruimtevaarder die omkwam bij de ramp met de Spaceshuttle Challenger.
Onizuka’s eerste ruimtevlucht was STS-51-C met de spaceshuttle Discovery en vond plaats op 24 januari 1985. Het was de vijftiende Space Shuttlemissie en de derde vlucht voor de Discovery.